# グリード ファストファッション帝国の真実
『グリード ファストファッション帝国の真実』（グリード ファストファッションていこくのしんじつ、Greed）は、2019年のアメリカ合衆国・イギリスのドラマ映画。監督はマイケル・ウィンターボトム、出演はスティーヴ・クーガンとデヴィッド・ミッチェルなど。あくどい商売でファストファッション界の帝王に上り詰めた男の栄光と転落を皮肉たっぷりに描いた風刺喜劇。なお、本作の主人公はアルカディア・グループのオーナー、フィリップ・グリーンを基にして創造されたキャラクターである

## ストーリー
リチャード・マクリディ卿はファストファッションの世界で成功し、巨万の富を築き上げたが、彼の欲望は留まることを知らなかった。リチャードは自らの財力を世に誇示するべく、自身の還暦記念パーティーをエーゲ海のミコノス島で盛大に開催することにした。さらに、リチャードはテレビへの露出を増やす一方で、ライターのニックを雇い、武勇伝や自慢話満載の伝記を世に出そうとしていた。
ちょうどその頃、中東からの難民がミコノス島に多数押し寄せ、地元の観光業者や役所を悩ませていた。この事態がリチャードの知られざる一面を明るみに出してしまうことになろうとは、誰も予想していなかった。

## キャスト
- リチャード・マクリディ卿: スティーヴ・クーガン
  - 若年期: ジェイミー・ブラックリー（英語版）
- ニック: デヴィッド・ミッチェル（英語版）
- サマンサ・マクリディ: アイラ・フィッシャー
- リリー・マクリディ: ソフィー・クックソン
- マーガレット・マクリディ: シャーリー・ヘンダーソン
- ファビアン: オーリー・ロック（英語版）
- フィン・マクリディ: エイサ・バターフィールド
- メラニー: サラ・ソルマーニ（英語版）
- ナオミ: シャニーナ・シャイク（英語版）
- アマンダ: ディニータ・ゴーヒル（英語版）
- デメトリウス: マノリス・エンマヌイル
- フランク: アシム・チョードリー（英語版）
- ケイシー: パール・マッキー
- サム: ティム・キー（英語版）
- ジュールス: ジョニー・スウィート（英語版）

### 本人役での出演
- スティーヴン・フライ
- キャロライン・フラック（英語版）
- ピクシー・ロット
- ベン・スティラー
- コリン・ファース
- キーラ・ナイトレイ
- クリス・マーティン
- ルイ・ウォルシュ
- ジェームス・ブラント
- キース・リチャーズ

## 製作
2016年11月30日、マイケル・ウィンターボトム監督の新作映画にサシャ・バロン・コーエンが起用され、フォックス・サーチライト・ピクチャーズが配給権の獲得に乗り出しているとの報道があった。2018年9月7日、降板したコーエンの代役としてスティーヴ・クーガンが起用され、デヴィッド・ミッチェルが本作に出演することになったと報じられた。14日、アイラ・フィッシャーの起用が発表された。12月、ソフィー・クックソン、シャニーナ・シャイク、シャーリー・ヘンダーソン、エイサ・バターフィールド、サラ・ソルマーニ、ディニータ・ゴーヒル、アシム・チョードリー、パール・マッキー、ジョニー・スウィート、オーリー・ロック、スティーヴン・フライがキャスト入りした。

## 公開・興行収入
2018年12月5日、本作の劇中写真が初めて公開された。2019年9月7日、本作は第44回トロント国際映画祭でプレミア上映された。同日、ソニー・ピクチャーズ・クラシックスが本作の全米配給権を獲得したとの報道もあった。2020年1月17日、本作のオフィシャル・トレイラーが公開された。2月28日、本作は全米4館で限定公開され、公開初週末に2万4163ドル（1館当たり6040ドル）を稼ぎ出し、週末興行収入ランキング初登場45位となった。

## 評価
本作に対する批評家からの評価は平凡なものに留まっている。映画批評集積サイトのRotten Tomatoesには138件のレビューがあり、批評家支持率は48%、平均点は10点満点で5.51点となっている。サイト側による批評家の見解の要約は「『グリード ファストファッション帝国の真実』には期待していたほどの鮮烈さはない。しかし、出演者たちにはスマートな魅力があり、笑えるシーンも複数ある。そのお陰で、同作は風刺が今一つの出来にも拘らず、楽しめる作品になっている。」となっている。また、Metacriticには32件のレビューがあり、加重平均値は52/100となっている。